# Adohoun
Adohoun ist ein Arrondissement im Département Mono im westafrikanischen Staat Benin. Es ist eine Verwaltungseinheit, die der Gerichtsbarkeit der Kommune Athiémè untersteht.

## Demografie und Verwaltung
Gemäß der Volkszählung 2013 des beninischen Statistikamtes INSAE hatte das Arrondissement 19.356 Einwohner, davon waren 9487 männlich und 9869 weiblich.
Von den 61 Dörfern und Quartieren der Kommune Athiémè entfallen 15 auf Adohoun:
1. Adamè
2. Adankpossi
3. Agbogbomey
4. Aguidahoué
5. Anatohoué
6. Ayoucomè
7. Dékpoé
8. Dévèdodji
9. Donon
10. Gléta
11. Kodji
12. Kpodji
13. Sèvotinou
14. Tchicomey
15. Toguido